# Douleur morale
En sémiologie psychiatrique, la douleur morale (ou douleur psychologique) correspond à un état de détresse psychique observé dans les dépressions profondes.
Cette forme de douleur fait partie des douleurs  sans lésion identifiable) ; Cet état psychique et émotionnel est perçu par le patient comme sans fin et psychiquement très douloureux voire insoutenable dans les cas extrêmes. La douleur psychique est parfois vécu comme une douleur physique réelle, ou par ailleurs associés à des douleurs physiques (qui ont pu causer ou favoriser une situation dépressive) ; « La douleur, symptôme de dépression, est retrouvée chez 92 % des patients hospitalisés pour dépression. En médecine ambulatoire, on retrouve 63,2 % de douleurs musculaires et 48 % de lombalgie chez les patients dépressifs (...) La dépression est symptôme de douleur chronique pour 17 à 22 % des patients douloureux chroniques en population générale. Elle concerne 31,5 % des patients en structure douleur chronique. En considérant la dépression caractérisée et la dysthymie, le pourcentage atteint 64 % »,. Chez des sujets sains la neuroimagerie a récemment mis en évidence des réseaux neuraux communs à la douleur morale et à la douleur physique.
La douleur morale est souvent associée à des idées suicidaires, et peut réellement conduire au suicide.

## Histoire
La douleur psychique, notamment liée aux amours impossibles, aux deuils et à certaines situations d'injonction paradoxale est fréquemment évoquée, depuis l'antiquité archaïque et classique, et jusqu'à nos jours dans les chants, la poésie, la tragédie, le cinéma ou les romans.
Le premier travail écrit ayant porté sur ses aspects extrêmes et pathologiques est attribué à Joseph Guislain, médecin belge ayant vécu de 1797 à 1860, qui enseignait à Gand. 

Selon lui, dans la mélancolie sans délire, le patient est absorbé dans un sentiment douloureux ; affecté d'une « douleur morale, intellectuelle ou cérébrale ». Selon son traité de phrénopathie (1835), la douleur morale est en  cause dans toute aliénation mentale. « La douleur morale peut constituer à elle seule, une maladie entière, alors elle représente la mélancolie affective, la mélancolie sans délire ».
Pierre-Jean-Georges Cabanis (1757-1808), dans un chapitre sur l’histoire de la physiologie des émotions parlait de « malheur moral » (« le malheur moral augmente la force d’âme, quand il ne va pas jusqu’à l’abattre »). 
A la même époque, pour Cabanis le moral, chez l'Homme, évoque toutes les sensations et impressions « que le cerveau digère en quelque sorte » pour sécréter la pensée.
Ce concept est associé depuis le XIXe siècle  aux notions de peine, chagrin, tristesse, frayeur, perte, et parfois à la mélancolie amoureuse ou au deuil ; autant de notions très subjectives et difficiles à quantifier. Selon Wilhelm Griesinger (1817- 1868), la douleur morale peut s'exprimer de manières différentes : agitation, anxiété ou tristesse.
Pour Jules Séglas (1856-1939) la forme non délirante de la mélancolie résulte directement d'une douleur psychologique extrême, un trouble de la sensibilité morale, qui envahit tous les aspects de la conscience de l'individu. Séglas attire l'attention sur le fait que cette douleur peut induire le geste suicidaire.
Henri Ey considère la douleur morale comme le syndrome fondamental de la mélancolie dépressive, aussi associée à l’inhibition psychomotrice, au pessimisme et à l’aboulie .
En 2013, bien que le concept de "douleur psychologique" en soit l'une des traductions anglophones, la notion (ni même le mot anglais pain) n'apparaissent pas dans le DSM-5, ni dans la CIM-10 parmi les critères de dépression profonde ou majeure, probablement car non objectivement quantifiable ou à ce jour difficilement évaluable. Une notion de «détresse cliniquement significative» est cependant évoquée pour qualifier des épisodes dépressifs majeurs.

## Sémantique
- La notion de douleur : Pour le médecin, le psychologue ou le psychiatre, la douleur est une expérience sensorielle et émotionnelle désagréable, associée à une lésion tissulaire réelle ou potentielle ou décrite comme telle (définition AIED)[6]. Cette douleur peut être la conséquence directe ou indirecte d'un processus morbide, ou renvoyer à une expérience (antérieure ou attendue) de la douleur, par exemple dans le contexte d'un stress post-traumatique, de la solastalgie[7], d'actes subis de terrorisme ou de torture, etc.). La douleur induit une souffrance qui est aliénante pour le sujet et son entourage[8], qui peut engendrer une  ‘crise de sens’[9] et une désintégration de l'espoir[10].

- Douleur morale : Au cours du syndrome dépressif, on parle d'humeur dépressive, pour décrire un éprouvé négatif (avec éventuelle distorsions cognitives) de la relation du sujet au monde et à lui-même : sentiment que la vie est un échec, que la situation est sans espoir, que l’avenir est impossible, de perte du plaisir (Anhédonie) et de perte d’intérêt (rappel : l'humeur est la disposition affective de base donnant un éprouvé agréable ou désagréable oscillant entre les deux pôles extrêmes du plaisir et de la douleur). 
Dans certains cas (notamment les dépressions graves et le syndrome mélancolique), cette sensation pénible est poussée à son paroxysme, et l'on parle alors de « douleur morale »[5], une douleur de l'esprit, "sans lieu" et contre laquelle  l'esprit ne peut se défendre, comme le corps ne peut se défendre contre une douleur physique intense, ajoute A Jeanneau (2004)[11].

## Éléments de définition
Depuis les années 1960, divers auteurs ont cherché à préciser ce concept :
- Bakan cite comme exemple de douleur psychique la douleur ressentie par un individu quand il est séparé d'un autre individu auquel il est affectivement très lié (deuil, séparation forcée...). Pour Bakan, la douleur vient d'une prise de conscience d’une perturbation de la tendance qu'à chacun à maintenir son intégralité individuelle et son unité sociale[12] ;
- Pour Sandler [13],[14] c'est l'état affectif associé à un écart important entre la perception idéale de soi et le soi réel ;
- Pour Baumeister[15] et sa théorie du suicide, c'est un état aversif de haute conscience de son inadéquation (quand on se sent bien en dessous de son soi idéal et de ses aspirations idéales, et que ceci est attribués à soi, la personne éprouve une douleur mentale. La douleur mentale aurait donc la déception de soi comme émotion de base ;
- Pour Shneidman, le psychache est un état aigu d'intense douleur psychologique, associé à des sentiments de culpabilité, d'angoisse, de peur, de panique, de solitude et d'impuissance et de manque d'aide d'autrui (helplessness)[16]. Des besoins psychologiques ne pouvant être satisfaits en sont la première cause[17]. Le Psychache est la douleur mentale induite par la conscience d'une perturbation irrépressible (agitation intérieure, colère, perturbation mentale)[18] ;
- Pour Bolger[19] la douleur émotionnelle est liée à une « sensation de rupture » impliquant l'expérience de la blessure, de la perte de soi, d'une déconnexion et une conscience critique de ses attributs les plus négatifs. Les caractéristiques essentielles de la douleur émotionnelle telles que décrites par la littérature sont un sentiment de perte ou d’incomplétude de soi, associé à la conscience de son propre rôle dans cette expérience de douleur émotionnelle[19] ;
- Selon E Tossani[20]
- Pour Orbach et al. c'est «un large éventail d'expériences subjectives caractérisées comme une perception de changements négatifs dans le soi et sa fonction qui s'accompagne de sentiments négatifs forts ». Une douleur mentale (psychologique) intense «insupportable» est définie comme un sentiment émotionnellement extrêmement aversif qui peut être ressenti comme un tourment. Il peut être associé à un trouble psychiatrique ou à un traumatisme émotionnel grave tel que la mort d'un enfant [21],[22].

## Psychométrie (évaluation et échelles de douleur psychologique)
La douleur psychologique est l'une des expériences humaines courantes. Elle peut être intense (lors de la perte d'un enfant ou d'un proche par exemple). Elle peut être pathogène ou pathologique quand elle devient trop envahissante et persistante, et qu'elle nuit à des processus cognitifs et comportementaux importants, voire vitaux. La psychométrie cherche donc à améliorer sa mesure même si comme pour la douleur physique, l'intensité de la douleur morale est très difficile à appréhender.
Des tests visuels (ex : Test de Roschach ou basés sur un questionnaire cherchent à faciliter la détection, l'objectivation et l'évaluation de la douleur morale).
Plusieurs tests visent à positionner le ressenti du patient par rapport à une échelles de douleur morale, pour notamment mieux évaluer le risque de suicidalité :
- L'échelle d'évaluation de la douleur psychologique (PPAS pour Psychological pains assessment scale ) d'Edwin S. Shneidman (1999)[26]. Le test est long et il est peu fiable selon Leenaars & Lester en 2005[27] ou par Pompili et al. (2008)[28].
- l'échelle Orbach et Mikulincer, sur la douleur mentale (OMMP) d'Orbach et al. (2003), long [29] ;
- l'échelle Psychache (PAS) d'Holden et al. (2001), bref, basé sur une définition de Schneidman[30] de la psychache (associée à la suicidalité ; « psychache » est un néologisme associant les mots psychology et ache, douleur pour décrire une douleur psychologique intolérable conduisant au suicide[31]) qui cherche à distingue le risque de tentative et de passage à l'acte de suicide [32] ;
- l'échelle visuelle analogiques (EVA ou VAS pour Visual Analogue Scales) d'Olie et al. (2010)[33],[25].

Il existe aussi des questionnaire sur :
- le comportement suicidaire (SBQ pour Suicidal Behavior Questionnaire)
- le test de Beck sur la dépression (BDI, pour Beck Depression Inventory)[34],
- l'échelle de pessimisme ou désespoir de Beck (BHS, pour Beck Hopelessness Scale)[35]
- l'évaluation du degré de douleur (BPI, pour Brief Pain Inventory )[36].

Vers 2010, un groupe de psychiatres et psychologues américains a produit une échelle d'auto-évaluation (dite « Mee-Bunney Psychological Pain Assessment Scale » [MBPPAS]) spécifiquement dédiée à l’auto-évaluation de l'intensité de la douleur psychologique, outil qui selon ses auteurs peut aider évaluer le risque suicidaire au moment du test.
Des recherches récentes en neuro-imagerie pourraient peut être conduire un jour à visualiser dans le cerveau même le degré de souffrance subie par le patient.

## Correspondance neurologiques
Des études utilisant l'imagerie cérébrale cherchent à détecter les zones du cerveau et les réseaux neuronaux en cause : le thalamus, le cortex cingulaire antérieur, le cortex cingulaire postérieur, le cortex préfrontal, le cervelet et le gyrus parahippocampique semblent impliqués dans la douleur morale.
Chez des sujets sains la neuroimagerie a récemment mis en évidence des réseaux neuraux communs à la douleur morale et à la douleur physique. Ceci pourraient expliquer que des patients souffrant de douleurs chroniques soient plus facilement victimes d'épisodes dépressifs (et inversement) ; ceci expliquerait aussi l’efficacité des antidépresseurs (tricycliques et inhibiteurs de la recapture de la sérotonine et de la noradrénaline (IRSNA) notamment, à la fois contre certaines douleurs chroniques et contre la dépression profonde, et plaide pour l'utilisation d'antalgiques (ex : kétamine) dans le soulagement de la douleur morale.

### Vidéographie
- Histoire de la sémiologie psychiatrique et des liens avec les neurosciences., par le Dr. Marc Masson, avec le Dr. Benjamin Naneix comme discutant, mis en ligne 27 sept. 2015